# Sindrome di Aagenaes
La sindrome di Aagenaes è una patologia caratterizzata da ipoplasia congenita dei vasi linfatici, che causa linfedema alle gambe e colestasi ricorrente nell'infanzia, progredendo lentamente a cirrosi epatica ed epatite a cellule giganti con fibrosi delle triadi portali.
Il nome è tratto dal pediatra norvegese che per primo la definì; proprio dalla Norvegia sono emersi più della metà dei casi documentati, anche se la sindrome è stata rinvenuta in altri stati europei e negli Stati Uniti.
La malattia ha una trasmissione autosomica recessiva, il gene responsabile è localizzato sul cromosoma 15q ma la causa genetica è sconosciuta.
Condizione frequente della sindrome è l'anomalia linfatica generalizzata, che indicherebbe un difetto linfangiogenetico in origine.